# Ceratitis marriotti
Ceratitis marriotti är en tvåvingeart som beskrevs av Munro 1933. Ceratitis marriotti ingår i släktet Ceratitis och familjen borrflugor. Inga underarter finns listade i Catalogue of Life.